# Omar J. Dorsey
Omar J. Dorsey ou plus communément Omar Dorsey est un acteur américain né le 22 décembre 1975 à Decatur dans l'État de Géorgie. 

## Filmographie

### Cinéma
- 2000 : Road Trip : Lawrence
- 2001 : Losing Grace : Opposing Player
- 2002 : Juwanna Mann : Rickey
- 2002 : Beat Battle : James
- 2004 : Starsky et Hutch : Lamell
- 2006 : L'École des dragueurs : Lawrence
- 2008 : Ninja Cheerleaders : Manny
- 2009 : La Montagne ensorcelée : Officier Hough
- 2009 : The Blind Side : 'Big Tony' Hamilton
- 2010 : Louis : Walter
- 2011 : Braqueurs : G Money
- 2012 : Django Unchained : Chicken Charlie
- 2014 : Selma : James Orange
- 2015 : Hollywood Adventures : Homeland Sec Agent
- 2016 : 9 Rides : Uber Pool Man
- 2016 : Dog Eat Dog : Moon Man
- 2017 : Thank You for Your Service : Dante
- 2018 : Halloween : shérif Barker
- 2019 : Harriet : Bigger Long
- 2020 : Power Corrupts : Chris Duvoe
- 2021 : Halloween Kills : shérif Barker
- 2022 : Halloween Ends : shérif Barker

### Télévision
- 2001 : Boycott : MLK Guard
- 2001 : On the Road Again : Dobsie
- 2005 : Urgences : Capitain Guildon
- 2005 : Oui chérie ! : le docteur
- 2005 : The Shield : Jamal
- 2005 : La Force des mots : Ned
- 2006 : La Dame de cœur : Milkbone
- 2006 : Entourage : Thug #1
- 2007 : K-Ville : Sonny Gossett
- 2007 : Retour à Lincoln Heights : Chet 'Sawbone' Mitchell
- 2010 : 20 ans d'injustice : Leroy Matthews
- 2010 : Detroit 1-8-7 : Goat
- 2011 : Mentalist : Anthony Niskin
- 2012 : Chuck : St. Germaine
- 2012 : Castle : Biggie Slim
- 2012 : Rizzoli & Isles: Autopsie d'un meurtre : Big Mo
- 2012 : Bones : Chad Lester
- 2013 : Les Experts : Manhattan : Thomas Reynolds
- 2013 : NCIS : Enquêtes spéciales : Vernon Dale
- 2013 : Kenny Powers : Dontel Benjamin
- 2014 : Rake : Roy
- 2014 : Ray Donovan : Cookie Brown
- 2015 : Battle Creek : Travis Taylor
- 2016 : Teachers : Mr. Tomlinson
- 2016-2021 : Queen Sugar : Hollywood Desonier
- 2016 : Aquarius : Ralph Church
- 2017 : Blue Bloods : Ernie 'Goodnight' Mason
- 2019 : Dans leur regard : Elombre Brath
- 2020 : Soul City : Cab Driver / Expedite
- 2021 : Genius : James Cleveland
- 2021 : The Lower Bottoms : Pastor Green
- 2022 : Power Book III: Raising Kanan : Cartier 'Duns' Fareed
- 2023 : How to Be a Bookie : Ray